# تاکسی (فیلم ۱۹۵۳)
«تاکسی» (انگلیسی: Taxi) یک فیلم درام به کارگردانی «گرگوری راتوف» است که در سال ۱۹۵۳ منتشر شد. از بازیگران آن می‌توان به دن دیلی، بلانش یورکا و نوا پترسون اشاره کرد.